# Associazione Calcio Vigevano 1957-1958
Questa voce raccoglie le informazioni riguardanti l'Associazione Calcio Vigevano nelle competizioni ufficiali della stagione 1957-1958.

## Rosa
| N. |                   | Ruolo | Calciatore          |
| -- | ----------------- | ----- | ------------------- |
|    | Italia (bandiera) | C     | Giancarlo Baldi     |
|    | Italia (bandiera) | A     | Angelo Borri        |
|    | Italia (bandiera) | C     | Franco Bottini      |
|    | Italia (bandiera) | A     | Alessandro Bozzetti |
|    | Italia (bandiera) | A     | Angelo Canavesi     |
|    | Italia (bandiera) | D     | Sergio Castelletti  |
|    | Italia (bandiera) | C     | Vittorio Facelli    |
|    | Italia (bandiera) | D     | Tullio Fanchini     |
|    | Italia (bandiera) | C     | Roberto Galimberti  |
|    | Italia (bandiera) | P     | Giuseppe Gatti      |

| N. |                   | Ruolo | Calciatore          |
| -- | ----------------- | ----- | ------------------- |
|    | Italia (bandiera) | A     | Mario Invernizzi    |
|    | Italia (bandiera) | A     | Rino List           |
|    | Italia (bandiera) | C     | Gianluigi Negri     |
|    | Italia (bandiera) | A     | Giuseppe Orlando    |
|    | Italia (bandiera) | D     | Carlo Rossi         |
|    | Italia (bandiera) | D     | Enzo Rusconi        |
|    | Italia (bandiera) | D     | Carlo Scaccabarozzi |
|    | Italia (bandiera) | C     | Gastone Tellini     |
|    | Italia (bandiera) | P     | Lido Vieri          |